# Рудолф фон Флекенщайн
Рудолф фон Флекенщайн (на немски: Rudolf von Fleckenstein; * пр. 1254; † между 6 април 1267 и 13 април 1270) е благородник от фамилията Флекенщайн от Елзас и господар на Флекенщайн.

## Произход
Той е син на Хайнрих I фон Флекенщайн († сл. 27 февруари 1259) и съпругата му Кунигунда фон Барендорф (Бацендорф).

## Фамилия
Първи брак: с Елизабет. Бракът е бездетен.
Втори брак: сл. 1254 г. с Ита фон Финстинген († между 12 ноември 1296 и 10 март 1297), дъщеря на Хуго I фон Финстинген-Малберг († сл. 1304) и графиня Катарина фон Цвайбрюкен († сл. 1275). Те имат децата:
- Хайнрих II фон Флекенщайн (IV) (* пр. 1270; † ок. 1312), господар на Финстинген, женен I. сл. 1287 г. за Юта фон Магенхайм († сл. 1315), II. 1609 г. за Хелкина
- Сузана фон Флекенщайн (* пр. 1291; † сл. 1315), омъжена за Еберлин фон Виндек († 1315)

## Галерия
- Замък Флекенщайн
- Останки от замък Флекенщайн